# Э. Г. Маршалл
Э. Г. Маршалл (англ. E. G. Marshall; 18 июня 1914, Оватонна, Миннесота — 24 августа 1998, Бедфорд, Нью-Йорк) — американский актёр театра, кино и телевидения, радиоведущий.

## Биография
Эверетт Юджин Грюнц (настоящее имя актёра) родился 18 июня 1914 года в городке Оватонна, штат Миннесота. Мать — норвежка Хэзел Ирен (в девичестве Кобб; 1892—1975), отец — немец Чарльз Г. Грюнц (1882—1959). Став актёром, Эверетт официально сменил имя на Э. Г. Маршалл (E. G. Marshall, произносится И Джи Маршалл), в дальнейшем так и не раскрыв секрета, что означают буквы E. G. — на все вопросы он отвечал: «E. G. — Everybody’s Guess» («Гадают все»). В 1932 году поступил в Бостонскую техническую школу (ныне — Школа математики и науки им. Джона Д. О'Брайанта), но не закончил её. Учился в Карлтонском колледже (оспаривается некоторыми биографами), затем в Миннесотском университете.
Впервые появился на экранах в 1945 году в эпизодической роли (в титрах не указан) сотрудника морга в фильме «Дом на 92-й улице», и с начала 1950-х годов начал сниматься регулярно, как для широкоформатных лент, так и для телевидения. Из работ в театре можно отметить роли в бродвейских «На волосок от гибели» и «Продавец льда грядёт»; позднее исполнил главные роли в постановках пьес «Суровое испытание» и «В ожидании Годо», и др. С 1948 года — член Актёрской студии. В 1972 году, после длительного перерыва, вернулся на театральные подмостки, сыграв одну из главных ролей в пьесе «Макбет» (театр в Ричмонде, штат Виргиния; реж. Кит Фоулер). С 1974 по 1982 год был ведущим радиопередачи англ. CBS Radio Mystery Theater (более 1300 выпусков). Всего за 53 года своей кино-карьеры Маршалл снялся в почти 150 фильмах и сериалах.
Будучи демократом, к президентским выборам 1968 года снялся и выступил рассказчиком за кадром в нескольких агитационных роликах в поддержку кандидата Хьюберта Хамфри.
Маршалл был женат трижды:
- Хелен Вульф (26 апреля 1939—1953, развод, двое детей)
- Эми де Хейз Уинклмен (? — ?, трое детей)
- Джудит Кой (? — 24 августа 1998, смерть актёра, двое детей)

Маршалл скончался 24 августа 1998 года в городке Бедфорд, штат Нью-Йорк, от рака лёгкого, продолжая сниматься до последних месяцев своей жизни, несмотря на возраст и болезнь. Похоронен на кладбище Middle Patent Rural Cemetery в городке Норт-Касл, штат Нью-Йорк.

## Награды и номинации
- 1962 — «Эмми» в категории «Лучший актёр драматического сериала» за роль в сериале «Защитники» — победа.
- 1963 — «Эмми» в категории «Лучший актёр драматического сериала» за роль в сериале «Защитники» — победа.
- 1964 — «Золотой глобус» в категории «Лучшая теле-звезда (мужчины)» за роль в сериале «Защитники» — номинация.
- 1995 — Премия Гильдии киноактёров США в категории «Выдающаяся игра в драматическом сериале в составе группы» за роль в сериале «Надежда Чикаго» — номинация.
- 1996 — Премия Гильдии киноактёров США в категории «Выдающаяся игра в составе группы» за роль в фильме «Никсон» — номинация.

## Избранная фильмография

### Широкий экран
- 1945 — Дом на 92-й улице / The House on 92nd Street — сотрудник морга (в титрах не указан)
- 1947 — Дом 13 по улице Мадлен / 13 Rue Madeleine — Эмиль (в титрах не указан)
- 1948 — Звонить: Нортсайд 777 / Call Northside 777 — Рэйска (в титрах не указан)
- 1954 — Бунт на «Кейне» / The Caine Mutiny — лейтенант-коммандер Челли
- 1954 — Сломанное копьё / Broken Lance — губернатор Гораций
- 1954 — Лёгкая добыча / Pushover — лейтенант полиции Карл Экстрём
- 1954 — Серебряная чаша[англ.] / The Silver Chalice — Игнатиус
- 1955 — Левая рука Бога / The Left Hand of God — доктор Дэвид Сигмен
- 1956 — Алый час / The Scarlet Hour — лейтенант Дженнингс
- 1956 — Гора / The Mountain — Соландж
- 1957 — 12 разгневанных мужчин / 12 Angry Men — присяжный № 4, рациональный брокер, самоуверенный и непоколебимый
- 1957 — Мальчишник / The Bachelor Party — Уолтер
- 1959 — Путешествие[англ.] / The Journey — Гарольд Райнлендер
- 1959 — Насилие / Compulsion — окружной прокурор Гарольд Горн
- 1960 – Кэш Маккол – юрист
- 1961 — Город без жалости / Town Without Pity — полковник Джером Пэйкенхем
- 1966 — Погоня / The Chase — Вэл Роджерс
- 1966 — Горит ли Париж? / Paris brûle-t-il ? — офицер разведки Пауэлл (в титрах не указан)
- 1969 — Ремагенский мост / The Bridge at Remagen — бригадный генерал Шиннер
- 1970 — Тора! Тора! Тора! / Tora! Tora! Tora! — лейтенант-полковник Руфус Брэттон[англ.]
- 1977 — Билли Джек едет в Вашингтон[англ.] / Billy Jack Goes to Washington — сенатор Джозеф Пэйн
- 1978 — Интерьеры / Interiors — Артур
- 1980 — Супермен 2 / Superman II — Президент США
- 1982 — Калейдоскоп ужасов / Creepshow — Апсон Прэтт
- 1986 — Власть / Power — сенатор Сэм Гастингс
- 1989 — Рождественские каникулы / National Lampoon’s Christmas Vacation — Артур Смит
- 1990 — Два злобных глаза / Due occhi diabolici — адвокат Стивен Пайк
- 1992 — По взаимному согласию / Consenting Adults — Джордж Гордон
- 1993 — Русская рулетка / Russian Holiday — Джо Медоуз
- 1995 — Никсон / Nixon — Джон Митчелл
- 1997 — Абсолютная власть / Absolute Power — Уолтер Салливан

### Телевидение
- 1950—1953, 1956—1957 — Телевизионный театр Крафта / Kraft Television Theatre — полковник Ходжес / Макбет / Преподобный (в 19 эпизодах)
- 1961—1965 — Защитники / The Defenders — адвокат Лоренс Престон (в 132 эпизодах)
- 1966 — Маки — это тоже цветы[англ.] / The Poppy Is Also a Flower — Коли Джонс
- 1969—1973 — Смелые: Новые доктора[англ.] / The Bold Ones: The New Doctors — нейрохирург Дэвид Крейг (в 45 эпизодах)
- 1983 — Кеннеди[англ.] / Kennedy — Джозеф Кеннеди
- 1988—1989 — Война и воспоминание[англ.] / War and Remembrance — Дуайт Эйзенхауэр (в 12 эпизодах)
- 1993 — Томминокеры: Проклятье подземных призраков / The Tommyknockers — Эв Хиллман
- 1994—1995 — Надежда Чикаго / Chicago Hope — доктор Артур Тёрмонд (в 13 эпизодах)
- 1997 — Дети мисс Эверс / Miss Evers' Boys — председатель Сената